# Barbara Ratthey

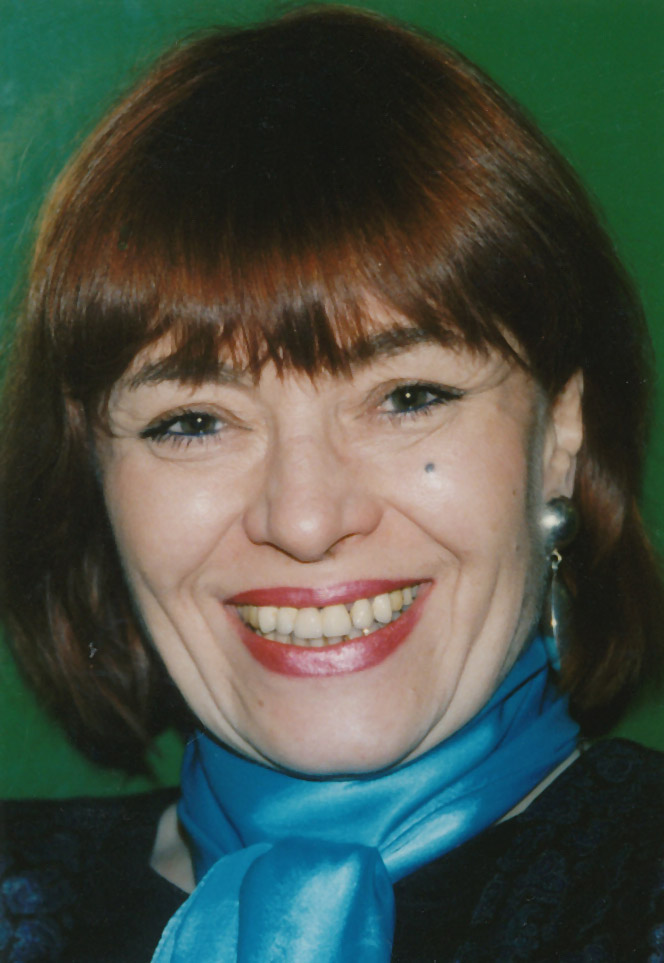
Barbara Ratthey

Barbara Ratthey [ˈʀataɪ̯] (* 3. April 1940; † 18. Oktober 2009 in Berlin) war eine deutsche Schauspielerin, Hörspiel- und Synchronsprecherin. Besonders bekannt wurde sie durch ihre Tätigkeit als Synchronsprecherin, z. B. als deutsche Stimme der Schauspielerin Estelle Getty in Golden Girls oder Stop! Oder meine Mami schießt!

## Leben
Barbara Ratthey erhielt ihre Ausbildung in Berlin an der Max-Reinhardt-Schauspielschule. Die Stadt war auch der Schwerpunkt ihrer Theatertätigkeit; insbesondere spielte sie am Schillertheater, am Theater am Kurfürstendamm, an der Vaganten Bühne und am Kleinen Theater am Südwestkorso. In Film und Fernsehen war sie 1967 in dem Kinofilm Rockys Messer (Buch und Regie Joachim Mock), 1987 in der TV-Serie Ein eleganter Hund (neben Rita Russek und Helmuth Lohner) und in Sketchen der Fernsehshow Dalli Dalli zu sehen. Einem breiten Publikum ist jedoch weniger ihr Aussehen als ihre Stimme bekannt. Sie sprach Rollen in zahlreichen Hörspielen und -büchern u. a. für NDR, WDR und Radio Bremen sowie Deutsche Grammophon. Ab 1966 war sie als Synchronsprecherin tätig. 1996 sang sie mit Diether Krebs das Duett Tango Infernal (Martin, mein kleiner Pfifferling).
Am 18. Oktober 2009 starb Barbara Ratthey im Alter von 69 Jahren nach langer Krankheit in einem Berliner Hospiz.

## Arbeit als Synchronsprecherin
Besondere Popularität erreichte Barbara Ratthey und deren tiefe, zumeist heiser klingende Stimme durch die Synchronisation der US-amerikanischen Schauspielerin Estelle Getty, der sie erstmals für die Sitcom Golden Girls ihre Stimme lieh. Im Zuge des großen Erfolges dieser Serie trat Barbara Ratthey gemeinsam mit den Synchronsprecherinnen der anderen Hauptfiguren – Verena Wiet, Beate Hasenau und Ursula Sieg – auch in verschiedenen Fernsehshows und Specials auf.
Barbara Ratthey war die deutsche Sprecherin international bekannter Schauspielerinnen wie Anne Bancroft (Jesus von Nazareth), Eartha Kitt, Eileen Brennan, Anne Francis (in ihrer Serienhauptrolle in Privatdetektivin Honey West), Beatrice Winde, Lee Grant (Shampoo, Verschollen im Bermuda-Dreieck), Cloris Leachman (Mel Brooks' Höhenkoller), Rosetta LeNoire (Mutter Estelle Winslow in der Fernsehserie Alle unter einem Dach), Ingrid Pitt (Gruft der Vampire), Katy Jurado (Unter dem Vulkan), Helene Udy (Ferengi Pel in der Fernsehserie Star Trek: Deep Space Nine),  Grace Jones (Conan der Zerstörer), Dionne Warwick, Miranda Richardson (Merlin), Diana Ross (Billie Holiday in Lady Sings The Blues) und Kathryn Hunter (Mrs. Figg in Harry Potter und der Orden des Phönix).
Zudem lieh sie verschiedenen Animationscharakteren ihre Stimme, wie z. B. Mama Robotnik in Sonic der irre Igel (1993–1996), Mrs. Tweedy in Chicken Run, Oma Knack in DuckTales, Molly Grue in Das letzte Einhorn, Rosa in Die Monster AG, Ms. Bitters in Invader Zim und der Hexe in Das wandelnde Schloss (2005). Auch Puppen lieh sie ihre Stimme: In dem Fernsehfilm Nur über meine Leiche sprach sie die Truthenne, welche die Reinkarnation der Mutter des Protagonisten darstellt und in der Serie Die Dinos synchronisierte sie Grandma Ethyl.

## Arbeit als Hörspielsprecherin
Neben ihrer Synchronarbeit war Barbara Ratthey auch oft in Hörspielen vertreten, wie z. B. als Tante Amanda bei Bibi Blocksberg. Seit Anfang 2007 war sie in der Rolle der Lady Bedfort in der gleichnamigen Serie zu hören, an der sie auch als Co-Regisseurin beteiligt war. In der Hörspielserie Die drei ??? war sie in der Episode Spuk im Hotel als Mrs. Silverstone zu hören. In der Hörspielserie Gabriel Burns tauchte sie in mehreren Folgen als Dr. Phillips auf.
Außerdem wirkte sie 1991 auf dem Album Martin, ne…?! von Diether Krebs als Sängerin in dem Lied Tango Infernal mit.

## Arbeit als Schauspielerin
2008 trat sie in der KiKA-Sendung Toll Tom als Oma von Tom Lehel auf. Das Besondere daran: Sie schlüpfte dafür in die Rolle der Sophia Petrillo (Golden Girls).

## Auszeichnungen
- 2008 – Ohrkanus für ihre Interpretation der Lady Bedfort in der gleichnamigen Hörspielserie
- 2009 – Deutscher Preis für Synchron für ihr herausragendes Gesamtwerk in der Synchronarbeit